# رائیش
رائیش (به آلمانی: Raich) یک منطقهٔ مسکونی در آلمان است که در کلاینس ویزنتال واقع شده‌است. رائیش ۲۹۷ نفر جمعیت دارد.